# Великолуцька сільська рада
Великолу́цька сільська́ ра́да — адміністративно-територіальна одиниця та орган місцевого самоврядування в Тернопільському районі Тернопільської області. Адміністративний центр — село Велика Лука.

## Загальні відомості
Великолуцька сільська рада утворена в 1939 році.
- Територія ради: 23,08 км²
- Населення ради: 1 276 осіб (станом на 2001 рік)
- Територією ради протікає річка Серет

## Населені пункти
Сільській раді були підпорядковані населені пункти:
- с. Велика Лука
- с. Хатки

## Населення
Згідно з переписом УРСР 1989 року чисельність наявного населення сільської ради становила 1311 осіб, з яких 593 чоловіки та 718 жінок.
За переписом населення України 2001 року в сільській раді мешкало 1265 осіб.

### Мова
Розподіл населення за рідною мовою за даними перепису 2001 року:
| Мова       | Відсоток |
| ---------- | -------- |
| українська | 99,84 %  |
| російська  | 0,16 %   |

## Склад ради
Рада складалася з 16 депутатів та голови.
- Голова ради:

### Керівний склад попередніх скликань
| Прізвище, ім'я, по батькові  | Основні відомості                                                 | Дата обрання | Дата звільнення |
| ---------------------------- | ----------------------------------------------------------------- | ------------ | --------------- |
| Шуліга Олександра Богданівна | Сільський голова, 1958 року народження, позапартійна              | 26.03.2006   | 31.10.2010      |
| Лучків Орест Борисович       | Сільський голова, 1960 року народження, освіта вища, безпартійний | 31.10.2010   | 12.05.2015      |
| Гутор Ольга Михайлівна       | Сільський голова, 1980 року народження, освіта вища, безпартійна  | 25.10.2015   |                 |

Примітка: таблиця складена за даними сайту Верховної Ради України

### Депутати
За результатами місцевих виборів 2010 року депутатами ради стали:

#### За суб'єктами висування
| Суб'єкт висування               | Кількість обраних депутатів | %    |
| ------------------------------- | --------------------------- | ---- |
| Самовисування                   | 12                          | 75   |
| Народна партія                  | 2                           | 12,5 |
| Політична партія «Наша Україна» | 2                           | 12,5 |

#### За округами
| № округу                        | Прізвище, ім'я, по батькові        | Дата визнання обраним | Освіта             | Партійна приналежність                | Відомості про обраного депутата             |
| ------------------------------- | ---------------------------------- | --------------------- | ------------------ | ------------------------------------- | ------------------------------------------- |
| Народна Партія                  |                                    |                       |                    |                                       |                                             |
| 7                               | Сурма Марія Михайлівна             | 31.10.2010            | середня спеціальна | член Народної партії                  | ТОВ «Тернопількомбікорм», техпрацівник      |
| 9                               | Оконь Світлана Іванівна            | 31.10.2010            | середня спеціальна | член Народної партії                  | тимчасово не працює                         |
| Політична партія «Наша Україна» |                                    |                       |                    |                                       |                                             |
| 4                               | Куземська Наталія Юріївна          | 31.10.2010            | середня спеціальна | член Політичної партії «Наша Україна» | Великолуцький будинок культури, завідувачка |
| 16                              | Кушнір Богдан Омелянович           | 31.10.2010            | незакінчена вища   | член Політичної партії «Наша Україна» | Великолуцька сільська рада, техпрацівник    |
| Самовисування                   |                                    |                       |                    |                                       |                                             |
| 1                               | Гарматій Ігор Васильович           | 31.10.2010            | вища               | позапартійний                         | ТНЕУ, студент                               |
| 2                               | Кушицький Володимир Володимирович  | 31.10.2010            | вища               | позапартійний                         | ТНЕУ, студент                               |
| 3                               | Брикайло Степан Романович          | 31.10.2010            | вища               | позапартійний                         | ТНТУ, студент                               |
| 5                               | М'ясковський Володимир Ярославович | 31.10.2010            | вища               | позапартійний                         | ТНТУ, студент                               |
| 6                               | Стасишин Олег Васильович           | 31.10.2010            | вища               | позапартійний                         | ТНТУ, студент                               |
| 8                               | Фостатий Назар Петрович            | 31.10.2010            | вища               | позапартійний                         | ТНТУ, студент                               |
| 10                              | Корнило Андрій Юрійович            | 31.10.2010            | вища               | позапартійний                         | ТНТУ, студент                               |
| 11                              | Паласюк Наталія Євгенівна          | 31.10.2010            | вища               | позапартійна                          | тимчасово не працює                         |
| 12                              | Адамів Віталій Михайлович          | 05.11.2012            | середня            | позапартійний                         | Технічний коледж ім. Пулюя, студент         |
| 13                              | Росяк Михайло Петрович             | 05.11.2012            | середня            | позапартійний                         | ТНТУ ім. І. Пулюя, студент                  |
| 14                              | Хома Галина Михайлівна             | 31.10.2010            | середня            | позапартійна                          | Великолуцька сільська рада, землевпорядник  |
| 15                              | Швець Ігор Богданович              | 31.10.2010            | середня            | позапартійний                         | ДП «Мишковицький спиртзавод», водій         |